# Privilegium Minus
 (mars 2023).
Si vous disposez d'ouvrages ou d'articles de référence ou si vous connaissez des sites web de qualité traitant du thème abordé ici, merci de compléter l'article en donnant les références utiles à sa vérifiabilité et en les liant à la section « Notes et références ».
Le Privilegium Minus était, dans un sens restreint, un acte impérial de 1156 qui est en quelque sorte l'« acte fondateur » de l'Autriche.
Dans un sens plus large, un Privilegium Minus était au Moyen Âge du IXe siècle au XIVe siècle la forme simple des documents papaux, par opposition au Privilegium Maius. Le Privilegium Minus fut remplacé par la brève, le Privilegium Maius par la bulle pontificale.

## LePrivilegium Minusautrichien

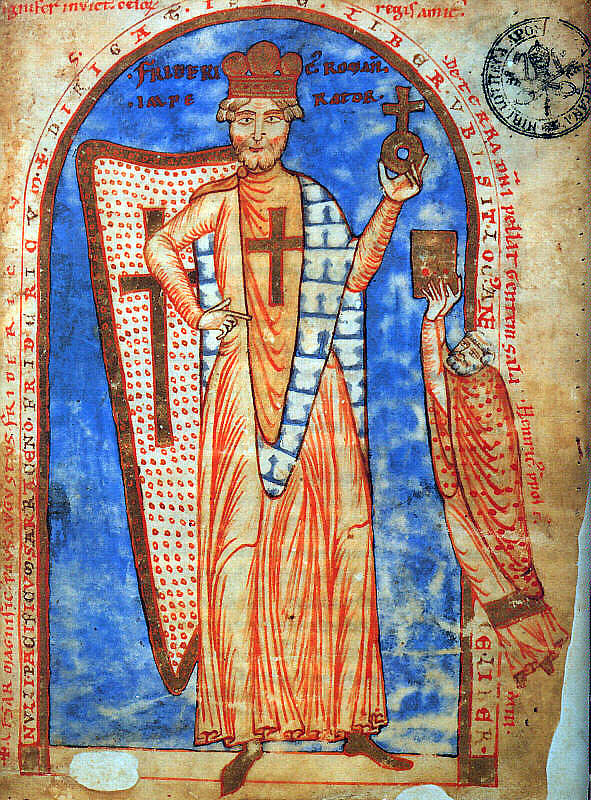
L'empereur Frédéric Ier Barberousse.

Le Privilegium Minus, également petite lettre de liberté autrichienne, est un acte solennel du 17 septembre 1156 signé entre l'empereur Frédéric Ier et le margrave Henri Jasomirgott de la maison de Babenberg. Il est à distinguer du Privilegium Maius, un faux de la chancellerie de Rodolphe IV de 1358/59.
Le margraviat d'Ostarrîchi est élevé au duché héréditaire des Babenbergs. La descendance en ligne féminine est également prévue. Lors d'une absence d'un héritier direct, le duc obtient le droit de choisir son successeur soi-même. L'obligation de participer aux diètes impériales est restreinte à celles ayant lieu en Bavière. Le service militaire n'est uniquement obligatoire que dans les territoires proches de l'Autriche.
Il faut analyser cet acte en ayant à l'esprit le conflit entre Staufen et Welfs que le jeune empereur du Saint-Empire - descendant des deux maisons - essaye de résoudre. Henri le Lion de la maison des Welfs obtient la Bavière où les Babenbergs sont au pouvoir depuis 1139. L'élévation au duché de l'Autriche doit alors compenser cette perte et dans le temps, le Privilegium Minus est vu comme une perte d'Henri Jasomirgott. Cependant, pour Frédéric Ier, il s'agit plutôt de diminuer le territoire de la Bavière au profit de l'Autriche, ôtant ainsi à Henri XII une partie de sa puissance.

### Contexte
En mars 1152, Frédéric Ier est élu roi. Il est probable qu'Henri XII ait voté pour lui et que l'obtention de la Bavière était déjà chose promise. Même une source fiable comme Othon de Freising ne mentionne pas les noms des personnages présents à Francfort lors de l'élection. En tout cas, Frédéric Ier a grand intérêt à s'allier à Henri XII, il projette une campagne en Italie pour laquelle il a besoin des troupes d'Henri XII. Frédéric Ier accepte alors qu'Henri XII se trouve à la tête et de la Bavière et de la Saxe.
Quand le roi invite les deux ducs à la diète d'Empire à Wurtzbourg en 1152 pour résoudre la question de la Bavière, Henri Jasomirgott s'absente. De nouvelles négociations ont lieu à Worms en 1153 sans trouver une solution, Henri Jasomirgott se plaint de ne pas avoir été invité selon les règles. Cette tactique d'Henri Jasomirgott empêche une solution.
En 1154, Frédéric Ier veut régler la question une fois pour toutes, la campagne d'Italie doit avoir lieu prochainement. Les deux prétendants sont invités à la diète de Goslar en juin 1154, Henri Jasomirgott s'absente à nouveau. La cour de justice impériale décide alors de donner la Bavière à Henri XII sans le consentement d'Henri Jasomirgott. Cette décision est facilitée par le fait qu'Henri Jasomirgott n'a pas renforcé sa position en Bavière. Il avait déjà quitté Ratisbonne pour Vienne qui devient le nouveau siège du margrave et s'était donc retiré des territoires au nord de la Bavière.

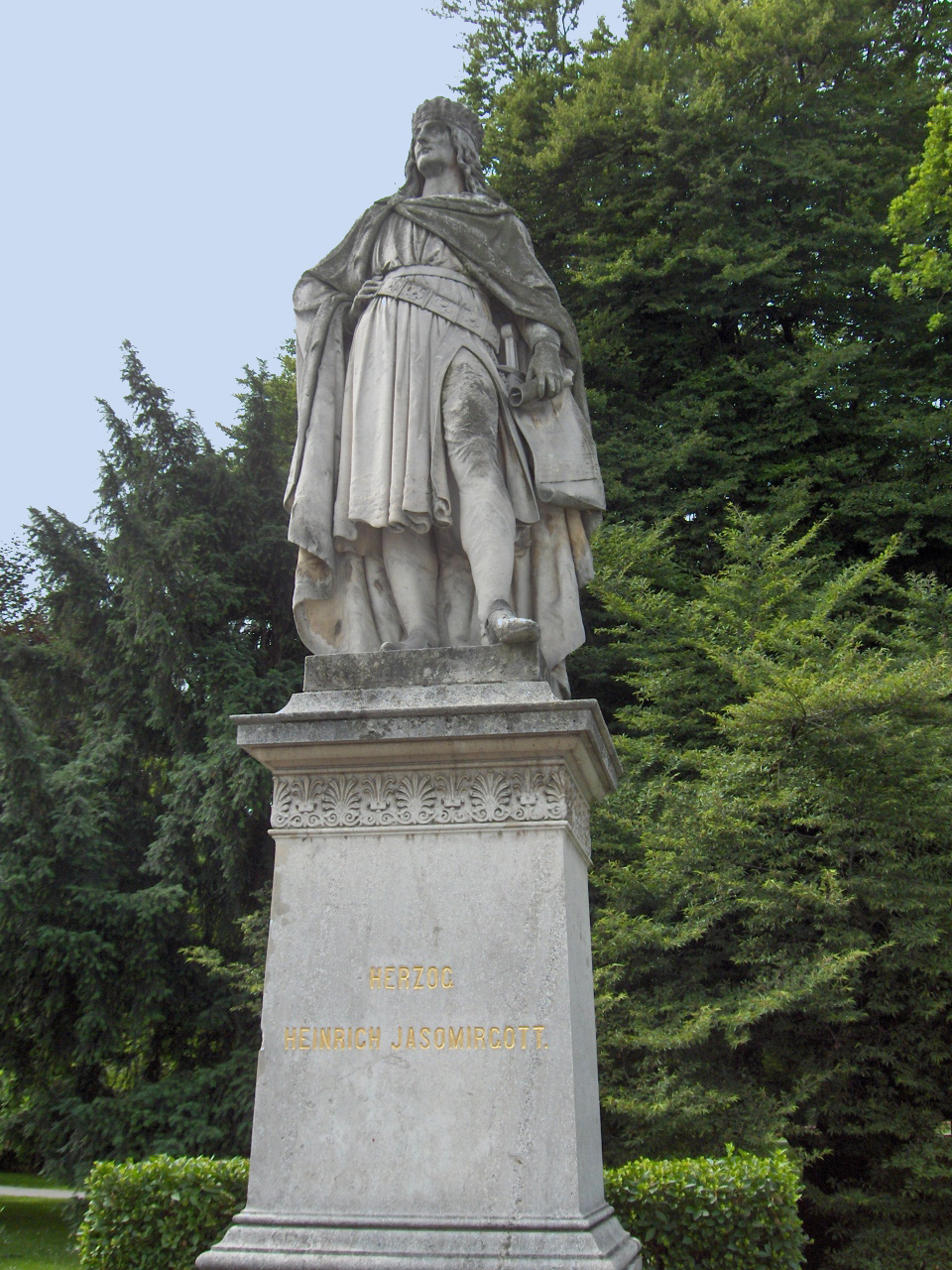
Henri II d'Autriche, dit Jasomirgott.

Depuis la décision du tribunal, Henri XII porte le titre bavarois et saxon dans les documents officiels et sur son blason. l'investiture proprement dite n'a lieu que lors de la diète à Ratisbonne en 1156, Henri Jasomirgott renonçant officiellement à la Bavière. La position d'Henri XII a déjà été renforcé par l'hommage des Grands de Bavière en octobre 1155.
Une rencontre secrète a lieu entre Frédéric Ier et Henri Jasomirgott le 5 juin 1156 à Ratisbonne, les détails de cette rencontre demeurent inconnus.

### Diète impériale à Ratisbonne 1156
La diète de Ratisbonne commence le 8 septembre 1156, le camp d'Henri Jasomirgott se trouve près de la ville, il est arrivé pour confirmer des décisions déjà en vigueur depuis le 5 juin 1156. Frédéric Ier, accompagné des Grands du royaume dont Henri XII, visite le camp d'Henri Jasomirgott sur les prés de Barbingen. Le fait que Frédéric Ier se déplace pour Henri Jasomirgott, même si ce n'était que pour 2 milles allemandes, montre l'attitude conciliante du roi vis-à-vis des Babenbergs. On ignore si cette visite était exigée par Henri Jasomirgott après la rencontre du 5 juin où si Frédéric Ier voulait empêcher une querelle de préséance avec Henri le Lion, duc de facto.
Henri Jasomirgott donne symboliquement sept drapeaux à Frédéric Ier, qui signifient l'abandon de la Bavière. Henri le Lion devient alors le vassal de Frédéric Ier et rend deux des sept drapeaux au roi. Frédéric élève le margraviat d'Ostarrîchi en duché et donne symboliquement deux drapeaux à Henri Jasomirgott et à sa femme. La querelle autour du duché de Bavière est alors résolue sans conflit militaire, Henri XII devient duc de Bavière et Henri Jasomirgott duc d'Autriche.

### La solution du conflit par la vassalité
Neuf jours après la cérémonie du 8 septembre 1156, le Privilegium Minus est établi après de nouvelles négociations. Frédéric Ier a réussi à résoudre le conflit autour de la Bavière à long terme par la vassalité.

#### Du margraviat au duché
La transformation du margraviat en duché a été proposée par les princes d'Empire sur demande de l'empereur et fut proclamé par l'un des plus importants Grands de l'Empire, Venceslas Ier de Bohême. La phrase exacte du Privilegium Minus concernant cette transformation est omnibus principibus approbantibus marchiam Austrie in ducatum commutavimus. Les raisons pour lesquelles le changement a été fait se trouvent quelques lignes plus haut avec l'honor et gloria d'Henri Jasomirgott. Une raison pour le changement fut le fait qu'Henri ne perdait pas l'honneur et la gloire que rapportait le titre de duc.
Une dégradation d'Henri II au simple margrave fut inconcevable, il n'était pas coupable d'un acte quelconque. Lors d'une dégradation, Henri le Lion aurait pris la préséance sur Jasomirgott, et aurait eu la possibilité d'inviter le Babenberg à sa cour en l'obligeant à être responsable devant lui. Ces points témoignent de l'importance rendue au statut des personnages concernés.
Henri Jasomirgott a reçu, d'après le Privilegium Minus, le duché avec tous ses fiefs du temps de Léopold IV. Donc Henri II a pris la même position en tant que duc qu'il avait en tant que margrave. Ce point était très important pour le Babenberg, qui désirait porter le titre de duc sans cependant renoncer aux privilèges du margrave. En tant que margrave, il avait la possibilité de demander des services, surtout de nature financière à l'Église. En tant que duc il n'aurait pas eu le droit de toucher aux immunités des églises impériales sous protection royale.
Pour Henri le Lion, le renforcement des Babenbergs se faisait aux dépens de la Bavière, qui perd la marche d'Autriche. La Bavière est devenu un duché à l'intérieur de l'Empire, à l'image de la Souabe. Il avait reçu le duché de Bavière, mais les devoirs sont déterminés par les frontières, une expansion ou la protection des frontières ne sont plus possibles. Son territoire d'influence se réduit au nord et nord-est de la Saxe.
Le renforcement de la maison de Babenberg aux dépens des Welfs a dû être voulu par Frédéric Ier pour établir un contrepoids face à Henri le Lion, l'un des plus puissants princes d'Empire de son temps. Frédéric Ier avait réussi à trouver une solution acceptée par tout le monde, et à son propre profit. Frédéric Ier a reçu les contingents militaires nécessaires pour sa campagne en Italie sans devoir faire des concessions à Henri le Lion et à s'allier au Babenberg grâce aux privilèges accordés. D'autant plus, la résolution du conflit sans avoir recours à l'armée contribue au Landfrieden de l'Empire, nécessaire lors de l'absence de Frédéric Ier.

#### Lalibertas affectandi
Parmi les privilèges accordés à Henri Jasomirgott se trouve celui du choix du successeur en cas d'absence d'héritier direct :
I autem predictus dux Austrie patruus noster et uxor eius absque liberis decesserint, libertatem habeant eundem ducatum affectandi cuicumque voluerint.
C'est un cas très rare au Moyen Âge pour un vassal de pouvoir choisir son successeur au lieu du roi. Cependant, ce privilège était limité dans le temps, il n'était valable que pour Henri Jasomirgott (patruus noster) et sa femme Théodora (et uxor eius). Sauf pour le successeur direct d'Henri II, Frédéric Ier gardait le droit de nommer des successeurs ultérieurs.
Ce privilège curieux était basé sur la situation des Babenbergs en 1156. Henri Jasomirgott et la princesse byzantine Théodora n'avaient pas d'enfant. De son premier mariage, Henri II avait une fille, Agnès, qui fut encore mineure à l'époque. Lors d'une mort prématurée des parents, Agnès se serait retrouvée dans une position extrêmement délicate au sein de l'Empire. Les frères d'Henri II, Othon de Freising et l'évêque Conrad de Passau ne pouvaient succéder à leur frère, étant tous les deux des clercs. Pour assurer la postérité de la maison de Babenberg, Henri Jasomirgott devait essayer de trouver une solution différente pour son fief.
Pour Frédéric Ier, ce privilège ne posait pas de difficultés majeures quant à son pouvoir. Dans le cas d'un décès d'un grand vassal d'Empire, il ne pouvait pas refuser l'investiture du fils. D'autant plus, Frédéric Ier avait intérêt à assurer la postérité des Babenbergs en tant que contre-poids aux Welfs. Les ducs de Bavière auraient pu prétendre au trône autrichien en cas de vacance.

#### Restrictions à la vassalité
Les restrictions du Privilegium Minus concernent les diètes d'Empire et le service militaire. Henri Jasomirgott doit uniquement assister aux diètes ayant lieu en Bavière en cas d'invitation. Cette limitation géographique signifiait un soulagement financier pour Henri II, qui ne devait pas se déplacer jusqu'au nord de l'Empire.
Le service militaire est restreint aux territoires voisins du duché d'Autriche. Ceci s'explique par la situation géographique du duché, ancienne marche de la Bavière. Frédéric Ier avait intérêt à soulager le Babenberg pour que celui-ci s'occupe des devoirs de la Mark. Il souhaitait surtout une participation autrichienne à la campagne italienne.

## Sources
- (de) Cet article est partiellement ou en totalité issu de l’article de Wikipédia en allemand intitulé « Privilegium Minus » (voir la liste des auteurs).
- (de) Heinrich Appelt, « Heinrich der Löwe und die Wahl Friedrich Barbarossas » In: Alexander Novotny, Othmar Pickl (dir.), Festschrift Hermann Wiesflecker, Graz, 1973, p. 39-48.
- (de) Heinrich Appelt, Privilegium minus. Das staufische Kaisertum und die Babenberger in Österreich, Vienne, 1973.
- (de) Heinrich Büttner, « Das politische Handeln Friedrich Barbarossas im Jahre 1156 » In: Blätter für deutsche Landesgeschichte 106, Wiesbaden, 1970, p. 54–67.
- (de) Wilhelm Erben, Das Privilegium Friedrich I. für das Herzogtum Österreich, Vienne, 1902.
- (de) Heinrich Fichtenau Von der Mark zum Herzogtum. Grundlagen und Sinn des „Privilegium minus“ für Österreich, Munich, 1958.
- (de) Otto von Freising, « Die Taten Friedrichs » In: Rudolf Buchner (dir.), Ausgewählte Quellen zur Deutschen Geschichte des Mittelalters, Darmstadt, 1965.
- (de) Erich Schrader, « Zur Gerichtsbestimmung des Privilegium minus » In: Zeitschrift der Savigny-Stiftung für Rechtsgeschichte (ZRG), vol. LXXXII, Weimar, 1952, p. 371-385.
- (de) Michael Tangl, « Die Echtheit des österreichischen Privilegium Minus » In: Zeitschrift der Savigny-Stiftung für Rechtsgeschichte (ZRG), vol. 25, 1904, p. 258-286.
- (de) Erich Zöllner, « Das Privilegium minus und seine Nachfolgebestimmungen in genealogischer Sicht » In: Mitteilungen des Instituts für Österreichische Geschichtsforschung (MIÖG), vol. LXXXVI, Vienne, 1978, p. 1–26.

### Sites internet
- (de) Sur l'authenticité du Privilegium Minus
- (de) « Article sur le Privilegium Minus de l'université de Graz »(Archive.org • Wikiwix • Archive.is • Google • Que faire ?)
- (de + la) Texte et traduction du Privilegium Minus